# Semah Sarfati
Semah Sarfati, né en 1624 et décédé en 1717 à Jérusalem, est un rabbin tunisien qui a occupé la fonction de grand-rabbin de Tunisie et donc présidé le tribunal rabbinique.
À la fin de sa vie, il se rend en Terre sainte et meurt à Jérusalem en 1717. À la suite du schisme entre les communautés des Twansa et des Granas, ce sont ses deux disciples — Abraham Taïeb pour la première et Isaac Lumbroso pour la seconde — qui lui succèdent en tant que grands-rabbins de Tunisie. Parmi ses autres disciples figure aussi le successeur de Taïeb, Messaoud-Raphaël El-Fassi.
Il incarne avec d'autres rabbins le renouveau des études hébraïques tunisiennes au début du XVIIIe siècle. Ses consultations et ses commentaires n'ont cependant jamais été réunis en volume et sont publiés dans certains travaux de ses disciples.
L'un des plus vieux oratoires de la Hara, le quartier juif de Tunis, portait son nom.